# Krasny Oktjabr Wolgograd
BK Krasny Oktjabr Wolgograd (russisch Красный Октябрь Волгоград, deutsch Roter Oktober Wolgograd) war ein professioneller Basketballverein der VTB United League aus Wolgograd, Russland. 

## Geschichte
Das Team wurde auf Initiative des geschäftsführenden Direktors des Wolgogradski Metallurgitscheski Sawod Krasny Oktjabr Dmitri Gerassimenko 2012 gegründet. Gerassimenko wurde nicht nur als Präsident, sondern auch als Spieler aktiv. In seiner ersten Saison startete der Klub in der zweitklassigen Superleague Russland und belegte nach der regulären Saison den 11. Platz. Für die Saison 2013/14 bekam Roter Oktober das Startrecht in der VTB United League. In der nächsten Saison startete Wolgograd zum ersten Mal im ULEB Eurocup.
Am 26. Oktober 2014 gab der Verein die Verpflichtung des langjährigen deutschen Nationaltrainers Dirk Bauermann bekannt.
Da der Club keine Halle gemäß Statuten der VTB United League vorweisen konnte, bekam der Club für die Saison 2016/17 keine Lizenz für die VTB-Liga. Daraufhin wurde der Spielbetrieb eingestellt.

### Saisonübersicht
| Season  | Division    | Regular | Play-off     | Europa              | Regional     |
| ------- | ----------- | ------- | ------------ | ------------------- | ------------ |
| 2012/13 | Superliga A | 11.     |              |                     |              |
| 2013/14 | VTB Liga    | 6.(B)   | Achtelfinale |                     |              |
| 2014/15 | VTB Liga    | 12.     |              | ULEB Eurocup Last32 |              |
| 2015/16 | VTB Liga    | 9.      |              | ULEB Eurocup        | Gruppenphase |